# Arminio (Hasse, 1730)
Arminio ist eine Opera seria in drei Akten von Johann Adolph Hasse mit einem Libretto von Antonio Salvi. Sie wurde am 28. August 1730 im Teatro Regio Ducale in Mailand uraufgeführt. Diese Oper ist nicht zu verwechseln mit Hasses gleichnamiger Oper von 1745 (überarbeitet 1753), die auf einem Libretto von Giovanni Claudio Pasquini basiert (→ Arminio (Hasse, 1745/1753)).

## Inhalt und Libretto
Die Handlung der Oper basiert auf dem Leben Arminius’, des Fürsten der Cherusker, der den Römern im Jahre 9 n. Chr. in der Varusschlacht mit der Vernichtung von drei Legionen eine ihrer verheerendsten Niederlagen beibrachte.

## Gestaltung
Die Musik des Arminio von 1730 ist nicht vollständig erhalten. Insgesamt 16 Arien sind einzeln oder im Rahmen von Ariensammelbänden überliefert.:109f
Die folgende Struktur ergibt sich aus dem Libretto. Zwischen Accompagnato und Rezitativ kann daher hier nicht differenziert werden.:110ff
- Sinfonia – Musik nicht erhalten

Erster Akt
- Szene 1. Varo, Segeste. Rezitativ: „Ecco d’Arminio il brando“
- Szene 2. Arminio, Tusnelda, Segeste, Varo. Rezitativ: „Varo, vincesti, e oppresso de’ Cauci“
  - Arie (Tusnelda): „Sposa io sono, e sono figlia“ – Musik nicht erhalten
- Szene 3. Segeste, Arminio, Varo. Rezitativ: „Arminio, al tuo furore, all’indomito core“
  - Arie (Arminio): „Se al piede le ritorte sorte“ – Allegro ma non presto, für Violinen I/II, Viola und Basso continuo
- Szene 4. Varo, Segeste. Rezitativ: „Segeste, alla tua fede“
- Szene 5. Varo. Rezitativ: „Astri più luminosi io non vidi giammai“
  - Arie (Varo): „Se credo alla speme“ – Musik nicht erhalten
- Szene 6. Ramise, Sigismondo. Rezitativ: „Bella Ramise, oh Dio! un sogno è stato“
- Szene 7. Tusnelda, Ramise, Sigismondo. Rezitativ: „Ramise, oh Dio!“ – „Quali infelici avvisi“
- Szene 8. Arminio, Sigismondo, Tusnelda, Ramise. Rezitativ: „Riedo quale mi rese fiero destina“
  - Arie (Arminio): „Care, vi lascio, addio“ – Adagio/Allegro, für Violinen I/II, Viola und Basso continuo
- Szene 9. Tusnelda, Ramise, Sigismondo. Rezitativ: „Il barbaro tuo padre mentre ad Arminio annoda“
  - Arie (Ramise): „Non scioglie un nobil core“ – Musik nicht erhalten
- Szene 10. Tusnelda, Sigismondo. Rezitativ: „Ohimè! parte Ramise, e seco parte l’anima mia“
  - Arie (Tusnelda): „Ogni speranza da me s’invola“ – Musik nicht erhalten
- Szene 11. Sigismondo, Segeste. Rezitativ: „Crudel Tusnelda, oh Dio!“
  - Arie (Segeste): „O svenato nel tuo petto“ – ohne Tempobezeichnung, für zwei Hörner, zwei Oboen, Violinen I/II, Viola und Basso continuo
- Szene 12. Sigismondo. Rezitativ: „Ah! padre, e qual s’accende ingiusto sdegno“
  - Arie (Sigismondo): „Posso morir, ma vivere“ – Andante ma non troppo, für Violinen I/II, Viola und Basso continuo

Zweiter Akt
- Szene 1. Segeste. Rezitativ: „Già alla morte d’Arminio cospira“
- Szene 2. Varo, Segeste. Rezitativ: „Signore, in questo foglio leggi“
  - Arie (Varo): „Pera, se vuol così“ – Musik nicht erhalten
- Szene 3. Segeste, Arminio. Rezitativ: „Vieni, Arminio, e qui siedi“
  - Arie (Arminio): „Cadrò, ma qual si mira“ – Allegro/Un poco lento, für zwei Hörner (Trombe da caccia), zwei Oboen, Violinen I/II, Viola und Basso continuo
- Szene 4. Tusnelda, Segeste. Rezitativ: „Padre, non mi credea dover per tal cagione“
  - Arie (Tusnelda): „Priva dell’idol mio“ – Allegro ma non troppo, für Violinen I/II, Viola und Basso continuo
- Szene 5. Ramise, Segeste. Rezitativ: „Rivolgi a me la fronte colma di frodi“
- Szene 6. Sigismondo, Ramise, Segeste. Rezitativ: „Ah, Ramise!“ – „Ah, destino!“ – „Ah, temeraria!“
  - Arie (Segeste): „Inesorabile qual mi rendete“ – Musik nicht erhalten
- Szene 7. Ramise, Sigismondo. Rezitativ: „Mia cara! – Ed osi ancora parlami, infido?“
  - Arie (Ramise): „Solo ascolto il mio dolore“ – Allegretto, für Violinen I/II, Viola und Basso continuo
- Szene 8. Sigismondo. Rezitativ: „O Ramise, o Segeste, troppo fieri tiranni, e troppo cari“
  - Arie (Sigismondo): „Amare, e mirare partire sdegnato“ – [Allegro e con spirito], für Violinen I/II, Viola und Basso continuo
- Szene 9. Arminio. Rezitativ: „Olà, custodi. Alcun di voi mi chiami Varo“
- Szene 10. Tusnelda, Arminio. Rezitativ: „Mio sposo?“ – „Ohimè! tu piangi?“
- Szene 11. Varo, Tusnelda, Arminio. Rezitativ: „Arminio?“ – „In questi orrori“
  - Arie (Arminio): „Vado a morir costante“ – Allegretto, für Violinen I/II, Viola und Basso continuo
- Szene 12. Tusnelda, Varo, ramise. Rezitativ: „Tusnelda, io son confuso.“
  - Arie (Tusnelda): „Potresti esser pietoso“ – Moderato, für Violinen I/II, Viola und Basso continuo
- Szene 13. Varo, Ramise. Rezitativ: „Così la mia fortuna nemica all’amor mio“
  - Arie (Varo): „Non si lagna questo core“ – Allegro ma non presto, für Violinen I/II, Viola und Basso continuo
- Szene 14. Ramise, Segeste. Rezitativ: „Caro germano, ancora della salvezza tua sperar mi lice“
  - Arie (Ramise): „Vorrei goder sperando gradita calma“ – Moderato, für Violinen I/II, Viola und Basso continuo
- Szene 15. Tusnelda, Segeste, Arminio. Rezitativ: „Eccomi, o padre, a’ cenni tuoi“
  - Terzett (Tusnelda, Segeste, Arminio): „Padre …“ – „Non v’è perdono“

Dritter Akt
- Szene 1. Ramise. Rezitativ: „Fier teatro di morte, orrida scena“
- Szene 2. Ramise, Arminio. Rezitativ: „Io moro …“ –„Ah! mia Ramise“
- Szene 3. Arminio, Varo, Segeste. Rezitativ: „T’arresta! odimi! oh Dio!“
  - Arie (Arminio): „Benché il leon ristretto“ – Allegro assai, für Violinen I/II, Viola und Basso continuo
- Szene 4. Varo, Segeste. Rezitativ: „Del castello in difesa tu colle genti“
  - Arie (Varo): „Vado il mio sangue a spargere“ – Musik nicht erhalten
- Szene 5. Tusnelda. Rezitativ: „Ti stringo, illustre acciaro“
- Szene 6. Ramise, Tusnelda. Rezitativ: „Ferma, Tusnelda!“
- Szene 7. Sigismondo, Tusnelda, Ramise. Rezitativ: „Germano!“ – „Sigismondo!“
  - Arie (Sigismondo): „Vivi, o bella, e a chi t’adora“ – Un poco andante/ohne Tempobezeichnung, für Violinen I/II, Viola und Basso continuo
- Szene 8. Tusnelda, Ramise, Arminio, Sigismondo. Rezitativ: „Ah, Ramise!“ – „Ah, Tusnelda“
- Szene 9. Tusnelda, [Ramise, Sigismondo]. Rezitativ: „Or che libero e sciolto“
  - Arie (Tusnelda): „Dolce rieda nel mio petto“ – Allegro assai, für Violinen I/II, Viola und Basso continuo
- Szene 10. Ramise, Sigismondo, Segeste. Rezitativ: „Ramise, e tu partir non vuoi“
  - Arie (Ramise): „Impara a non temer“ – Musik nicht erhalten
- Szene 11. Segeste, Sigismondo, Tusnelda. Rezitativ: „Arminio in libertà?“
  - Arie (Segeste): „Tu mi vorresti esanime“ – Presto-Lento/[Lento], für Violinen I/II, Viola und Basso continuo
- Szene 12. Tusnelda, Sigismondo. Rezitativ: „In periglio tu sei“
- Szene 13. Sigismondo. Rezitativ: „No, che non è la morte o mia pena, o spavento“
  - Arie (Sigismondo): „Per placere l’idol mio“ – Musik nicht erhalten
- Szene 14. Ramise, Sigismondo, Segeste. Rezitativ: „Soldati, olà“
- Szene 15. Tusnelda, Segeste, Sigismondo, [Ramise]. Rezitativ: „Arminio è vincitore“
- Szene 16. Arminio, Seceste, Tusnelda, Sigismondo, Ramise. Rezitativ: „Ferma, Segeste, e vivi“
  - Chor: „A capir tante dolcezze“ – Musik nicht erhalten

## Werkgeschichte
Am 28. August 1730 erfolgte die Uraufführung von Hasses erstem Arminio am Herzoglichen Theater (Teatro Regio Ducale) in Mailand.
Die Oper war aus Anlass der Geburtstagsfeierlichkeiten für Elisabeth Christine von Braunschweig-Wolfenbüttel, die als Gemahlin Karls VI. von Habsburg nicht nur Erzherzogin von Österreich war, sondern zugleich auch Herzogin von Mailand.
Johann Adolph Hasse schrieb seinen Arminio auf ein Libretto von Antonio Salvi, das bereits 1703 das erste Mal vertont und anschließend von einigen anderen Komponisten genutzt worden war. Für seine Vertonung wurde es allerdings stark verändert. Der unbekannte Bearbeiter nutzte als direkte Vorlage die 1722 von Carlo Francesco Pollarolo verwendete Fassung.:119f
Es gibt keine Belege dafür, dass Hasse für seine Musik auf ältere Werke zurückgegriffen hat. Er übernahm später vier Arien aus Arminio in seine Opern Ezio (ebenfalls 1730) und Demetrio (1732).:120
Die „Stars“ des 1730er-Arminio waren zum einen der Kastrat Giovanni Carestini in der Titelrolle des Arminius sowie Hasses Frau Faustina Bordoni, die im Profil unter ihrem Ehenamen Faustina Asse ausgewiesen ist, in der Rolle der Tusnelda, der Gattin des Arminius.
Die vollständige Besetzung der Erstaufführung des Arminio am 28. August 1730 in Mailand ist im Libretto folgendermaßen angegeben:
- Arminio – Giovanni Carestini (Kastrat)
- Tusnelda – Faustina Bordoni (bzw. nach Libretto Faustina Asse) (Mezzosopran)
- Ramise – Maria Giustina Turcotti
- Varo – Domenico Giuseppe Galletti (Bass)
- Segeste – Giovanni Battista Pinacci (Tenor)
- Sigismondo – Giuseppe Appiani (Altkastrat)[4]

Sänger der Uraufführung von 1730
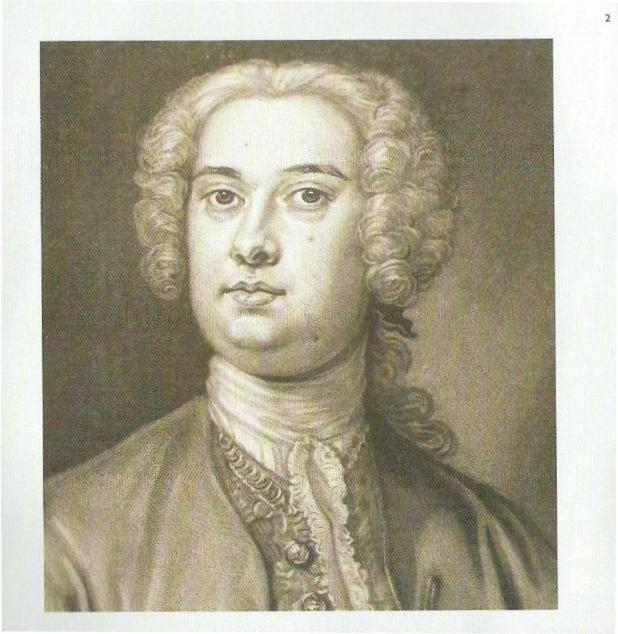
Giovanni Carestini (Arminio)
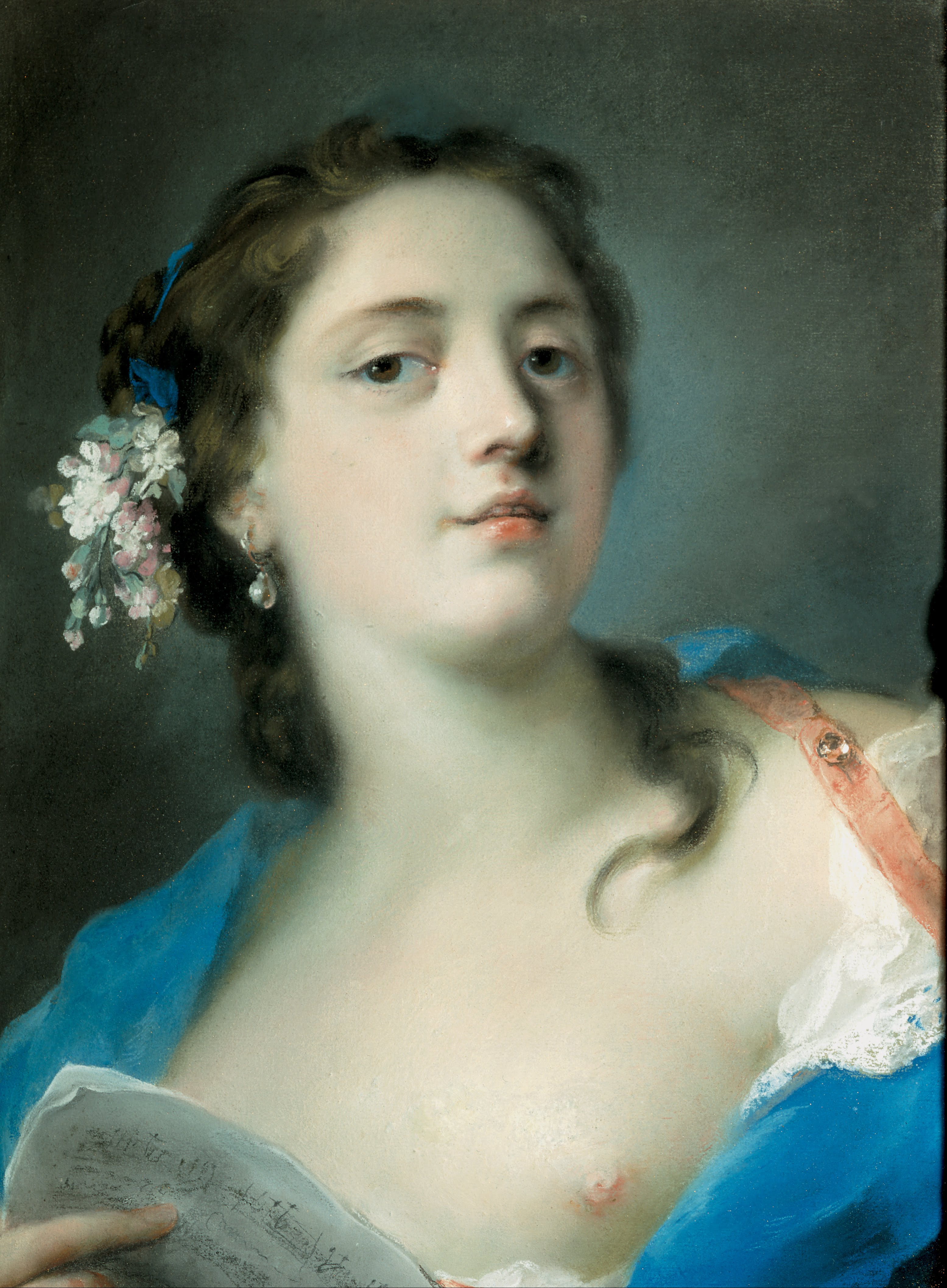
Faustina Bordoni (Tusnelda)